# Ski Saint-Bruno
Ski Saint-Bruno est une petite station de ski située à 33 km du centre-ville de Montréal.   
On y retrouve 18 pistes éclairées et enneigées artificiellement.

## Le développement au fil du temps
La station est officiellement ouverte par les frères Dulude. Ils désirent offrir la possibilité de faire du ski alpin dans la région de Saint-Bruno-de-Montarville.
1965
On dénombre 6 pistes sur le versant Nord avec une chaise double et un téléski simple.Le chalet de ski à cette époque était construit à l’endroit actuel. Il fut dévasté par un incendie.
1971
Le versant Sud ouvre avec deux pistes et deux remontées (arbalètes).
1988
La famille Couture fait l’acquisition de la station et investit plus de 27 millions de dollars sur 25 ans.
Un réservoir est construit afin de recueillir de grandes quantités d’eau pour alimenter un système de fabrication de neige performant et écologique.
Le ski de soirée fait également son arrivée. Le chalet de ski est agrandi. Le stationnement est aussi modifié afin d’accueillir un plus grand nombre d’invités.
Un nouveau bâtiment est construit afin d’héberger la boutique et l’école de ski de l’époque. De plus, toutes les pistes ont été retravaillées et 4 nouvelles pistes sont aménagées. Un télésiège quadruple, soit le télésiège B actuel, est installé.
Ouverture du parc à neige. L’école de ski continue son expansion avec de plus en plus d’activités.
L'équipe SSB fait la création de la mascotte Skigolo.
1992
Le chalet prend une expansion majeure. Un télésiège triple est installé sur le versant Nord afin de remplacer la chaise double. Deux nouvelles pistes sont aménagées.
1994
Le versant Sud se voit doté d’un télésiège triple et une nouvelle piste est aménagée sous le télésiège.
1996
De nouveaux investissements pour des canons à neige plus performants et une expansion majeure de la réserve d’eau sont effectués. Ces années marquent la construction de l’édifice pour l’école de ski, la location ainsi que la réparation. Un agrandissement majeur de la cafétéria et de la cuisine voit le jour.
1999
Un deuxième télésiège quadruple est installé, soit la remontée C.
2004
SSB fut l’un des précurseurs en Amérique du Nord dans l’industrie du ski à installer les premiers tapis d’embarquement.
De 2004 à 2007
Les tapis d’embarquement furent installés aux remontées B, C et D ainsi que les tapis de remontées dans les pistes 9 et 10.
2007
Le premier sous-bois de la montagne est créé pour accueillir la Forêt Enchantée.
2009
Investissement de plus de 1 million pour l’agrandissement du pavillon principal avec l’ajout du Snöpub.

### Acticle connexe
- Mont St-Bruno
- Parc national du Mont-Saint-Bruno